# District VII van Boedapest
District VII of Erzsébetváros (Duits: Elisabethstadt) is een centraal gelegen binnenstadsdistrict van Boedapest.
Het VII. district werd opgericht in 1873, toen Boedapest werd verenigd.
Terézváros was te groot en te dichtbevolkt en werd in tweeën gedeeld. Het gedeelte ten noorden van Király utca staat nog steeds bekend als Terézváros (District VI.). Ten zuiden van Király utca werd district VII opgericht.
Het district werd vernoemd naar koningin Elisabeth.
Tijdens de Duitse bezetting in de Tweede Wereldoorlog beval Adolf Eichmann de bouw van een getto in Erzsébetváros.

## Bezienswaardigheden
- Grote Synagoge van Boedapest (Dohány utcai zsinagóga respectievelijk: a Nagy zsinagóga)
- Rumbach utcai zsinagóga
- Madách Theater (Madách Színház)
- Hongaars Theater (Pesti Magyar Színház)

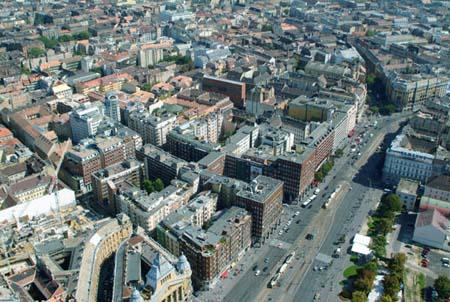
Madách-plein
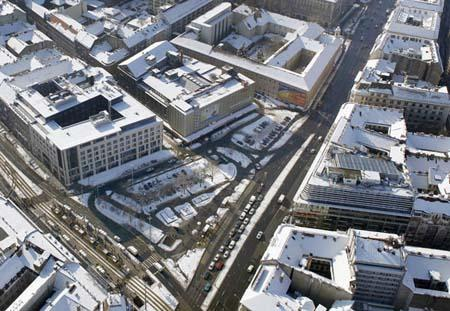
Lujza-Blaha-plein
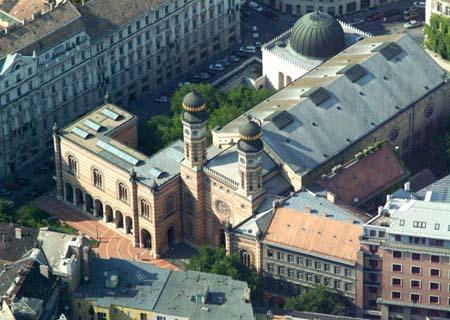
Grote Synagoge van Boedapest
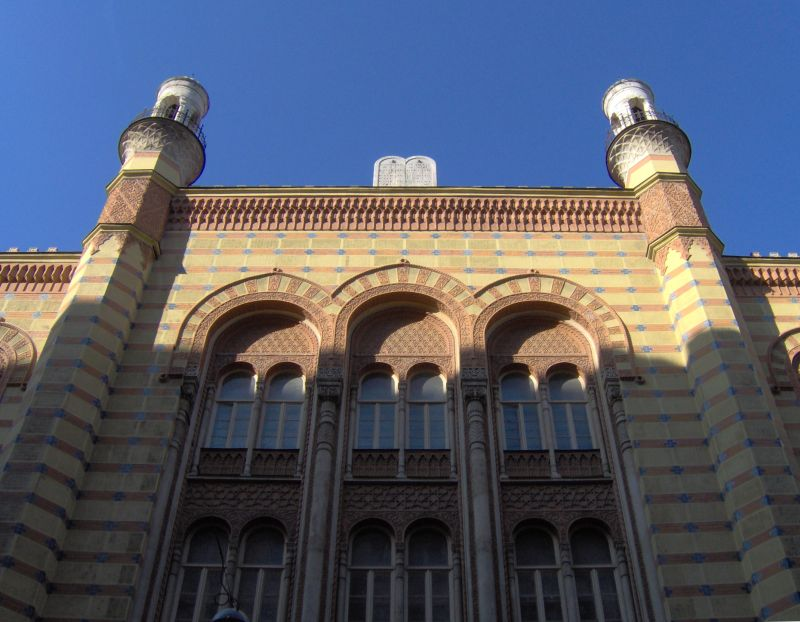
Rumbach utcai zsinagóga
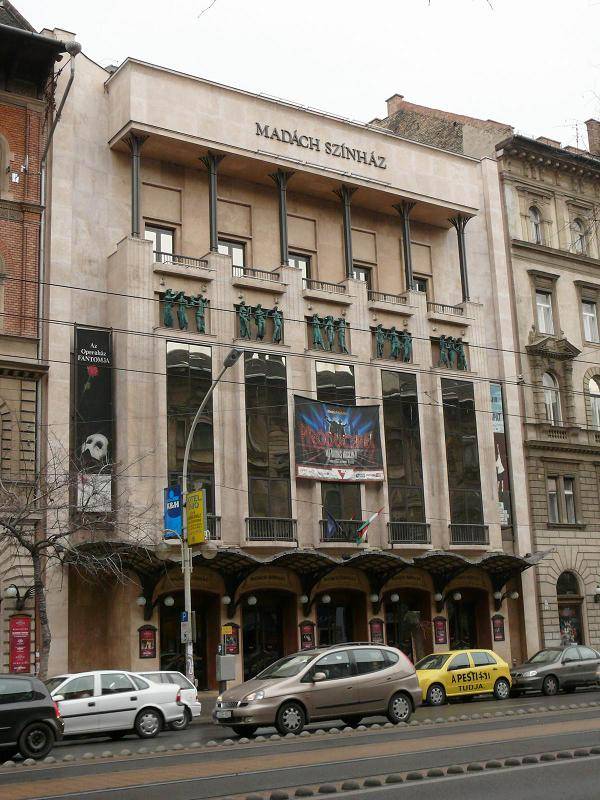
Madách Theater
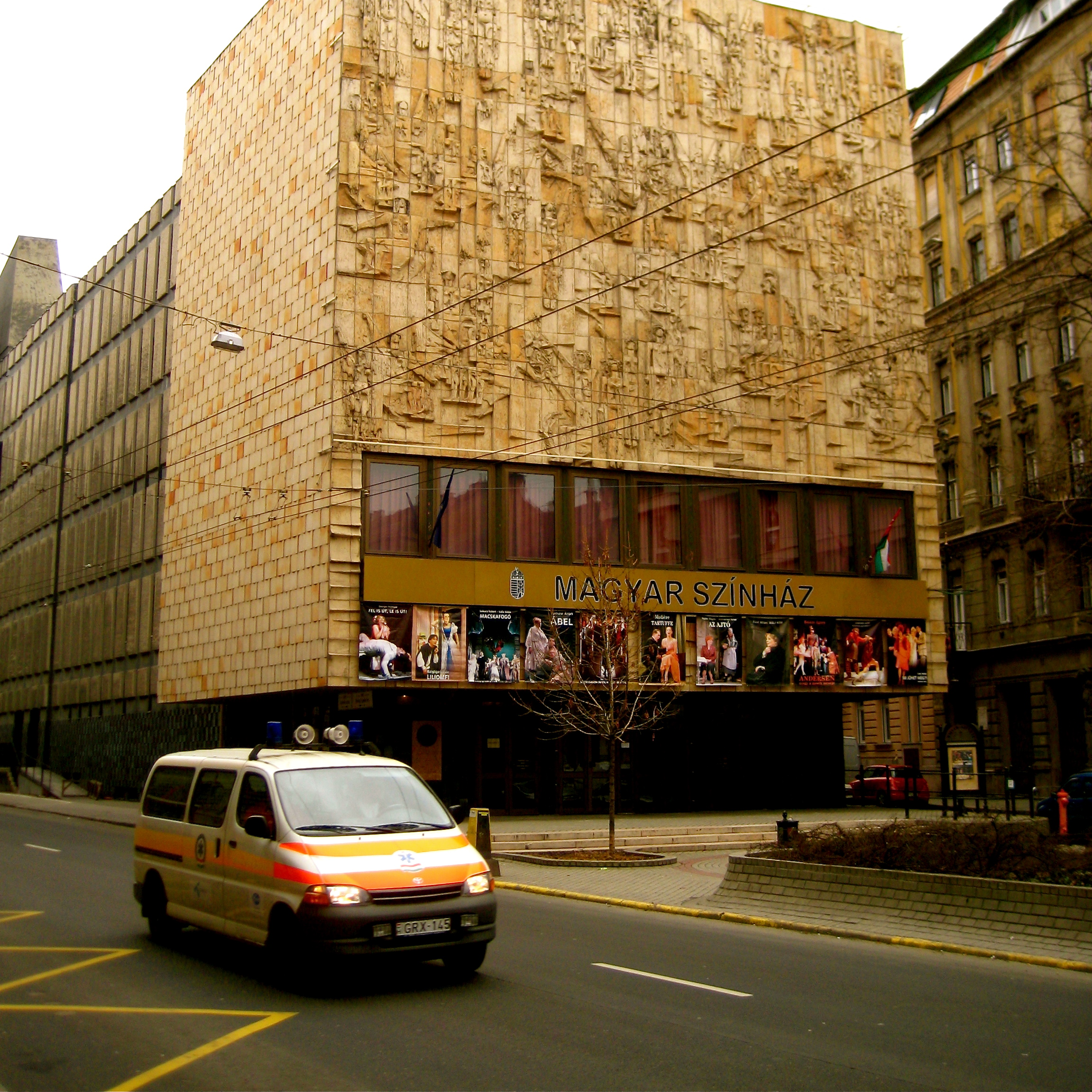
Hongaars Theater
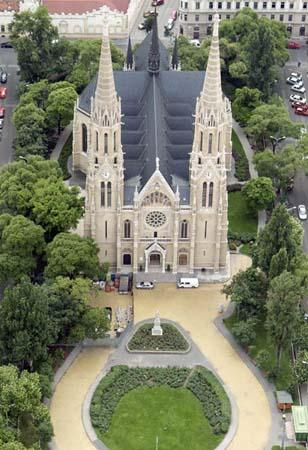
Rózsák tere

I · II · III · IV · V · VI · VII · VIII · IX · X · XI · XII · XIII · XIV · XV · XVI · XVII · XVIII · XIX · XX · XXI · XXII · XXIII